# Павленко Ніна Явтухівна
Ні́на Явту́хівна Павле́нко  (* 29 квітня 1932, с. Черевки), тепер Згурівського району, Київської обл.) — українська бандуристка, народна артистка УРСР (з 1977); лауреат міжнародного конкурсу.

## Життєпис
Учениця В. Кабачка. В 1958 році закінчила Київську консерваторію.
У 1953-88 рр. працювала солісткою Київської філармонії, з 1961 року — в складі тріо бандуристок (разом з Н. Москвіною та В. Третяковою). З 1980 р. старший викладач по класу бандури в Київській консерваторії.
В репертуарі — українські народні пісні, твори вітчизняних і зарубіжних композиторів, музика народів різних країн світу.

## Фільмографія
- «Їхали ми, їхали...» (1962)